# Vzpostavljanje odnosov na delovnem mestu
Medosebni odnosi na delovnem mestu predstavljajo odnose med sodelavci in odnose z nadrejenimi in podrejenimi, ter s  tistimi, ki vodijo zaposlene in organizacijo. Odnosi na delovnem mestu so tisti element, ki igra bistveno vlogo pri oblikovanju posameznikove zaznave svojega delovnega mesta. Dobri odnosi v delovnem kolektivu so izjemnega pomena, delavcu omogočijo preživljanje časa v prijetnem delovnem okolju, ga mnogokrat spodbujajo k delu in lahko pomagajo pri premostitvi drugih delovnih težav. Medosebni odnosi so zelo pomembni za razvoj človekove osebnosti v socialnem, čustvenem in intelektualnem smislu. Na osnovi odnosov, ki jih imamo z drugimi, si ustvarimo svojo lastno identiteto. Učinkoviti in dobri odnosi so tudi pogoj za našo osebno in poklicno srečo. Tudi poklici, ki ne zahtevajo izrazitega dela z ljudmi, še vedno vključujejo stike s sodelavci, nadrejenimi in podrejenimi. Pri vzpostavljanju medosebnih odnosov na delovnem mestu je sprva potrebno zgraditi določeno interakcijo in pustiti dober vtis pri sodelavcih, nadrejenih, podrejenih. Nujno sta potrebni tudi komunikacija in medosebno poznavanje, ter zaupanje in delovanje v primernem delovnem okolju.

## Delovno okolje
Delovanje v varnem, zdravem in prijaznem delovnem okolju predstavlja osnovno  normo poslovnega sveta in bistveno pripomore k vzpostavitvi dobrih medosebnih odnosov med zaposlenimi in nadrejenimi. Vsebine delovnega okolja so pomembne, občutljive in včasih tudi različno razumljene, ter so večinoma zapisane v zakonih, uredbah in pravilnikih. Vendar pa v praksi lahko ni enako kot naj bi praviloma bilo v teoriji. Dobro delovno okolje se tudi ne izoblikuje le zaradi predpisov, pač pa zaradi odnosa med delodajalcem in zaposlenimi.
Delovno okolje predstavlja organizacijam enega izmed pomembnih ključev do uspeha, posameznikom pa pot do zadovoljstva in zadovoljitve potreb. Dobro počutje pri delu je torej največji cilj h kateremu naj bi zaposleni in delodajalci strmeli, zaradi največjega učinka in produktivnosti. Nekateri delodajalci se ukrepom, s katerimi bi zaposlenemu nudili bolj varno, zdravo delovno okolje pogosto izogibajo predvsem zaradi vloženega truda, dodatne organizacije in finančnih stroškov. Na drugi strani naj bi zaposleni pogosto oblikovanje boljšega delovnega okolja razumejo kot nalogo in dolžnost delodajalcev, sami pa ne izkazujejo velikega interesa za spremembo. Vseeno pa lahko z optimizmom opazujemo spremembe, ki se dogajajo na področju oblikovanja delovnega okolja. Obstajajo različne pobude, certifikati, in primeri dobrih praks, ki spreminjajo delovna okolja, povezujejo zaposlene in prinašajo pozitivne dolgoročne učinke. Ciljno usmerjeni projekti in kampanje spodbujajo in pozivajo delodajalce in zaposlene k sodelovanju pri zmanjšanju tveganj, povezanih z delovnim okoljem in k boljšim delovnim odnosom.

## Interakcije na delovnem mestu
Pri graditvi interakcije na delovnem mestu je  priporočljivo vzpostaviti dober stik že na samem začetku.
Dobro je:
- da ste prijetni in pozitivni,
- da preverite potrebe sodelavcev, če se počutijo ugodno,
- da je vaša govorica telesa odprta,
- da uporabite nekaj vljudnostnih vprašanj za prebijanje ledu.

Tesnejšega odnosa med ljudmi pa ne zagotavlja samo pozitivna medsebojna komunikacija. Komuniciranje je sicer nujni proces za nastanek medosebnega odnosa in njegovo ohranjanje.

## Medosebni odnosi na delovnem mestu
Medosebni odnosi se začenjajo s tem, da se odnosa zavedamo in se razvija naprej z usklajevanjem sodelovanja med osebami, ki sodelujejo v odnosu.
Odnosi med zaposlenimi v organizaciji se najpogosteje pojavljajo kot odnosi sodelovanja ali kot konfliktni odnosi. Odnosi sodelovanja nastanejo, ko so sodelavci usklajeni, delovne naloge se uspešno opravljajo, povečuje se uspešnost dela, sodelavci pa med seboj sodelujejo in si pomagajo, skupaj rešujejo probleme, ki nastajajo. Organizacije bi se morale nagibati k tej vrsti medosebnih odnosov. Konfliktni odnosi pa nastanejo, ko se pojavijo težave v sodelovanju in komunikaciji med zaposlenimi ali nadrejenimi. Težave so lahko prisotne pri delu, v medsebojnem sodelovanju ali na kakšnem drugem področju delovanja.

### Dva načina vzpostavljanja medosebnih odnosov
- Institucionalni način: Je temeljni način oblikovanja odnosov med ljudmi. Ljudje vstopajo v določeno delovno okolje, v katerem so navadno že zaposleni in opravljajo svoje poslovne in delovne naloge. S tem, ko oseba vstopi v to delovno okolje se oblikujejo odnosi. K odnosom pa se prištevajo dolžnosti, ki morajo biti opravljene, njihove pravice, ter odgovornost pri delu.
- Spontani način: Je nasproten od institucionalnega. Na tak način se oblikujejo medosebni odnosi med posamezniki, ki se družijo med odmorom, malico in se pogovarjajo o težavah posameznikov in o osebnih vprašanjih.[1]

Medosebni odnosi so odvisni od delovne in kulturne ravni zaposlenih, od stopnje strokovnega splošnega in osebnega znanja. Večja stopnja izobraženosti in kulture kadrov naj bi pomenila večjo možnost za reševanje težav v medsebojnih odnosih. Na razvoj odnosov vpliva tudi sistem informiranja, saj večja obveščenost pomeni tudi kakovostnejše odnose. Kakovost organizacije v izpolnjevanju delovnih nalog je pomembna za boljše in uspešnejše izpolnjevanje delovnih in poslovnih nalog. Dobro je, da je ves kolektiv seznanjen s celotno organizacijo dela. Stopnja delovne morale posameznika mora biti čim višja, če želi imeti kakovostnejše delovne odnose.

### Uspešni medosebni odnosi
Za vzpostavitev uspešnega medosebnega delovnega odnosa so zelo pomembni:
- medosebno poznavanje in zaupanje (Tukaj vključujemo samorazkrivanje, samozavedanje, in sprejemanje samega sebe. Pomembno je, da moramo najprej znati sprejeti samega sebe in nato drugega. Tako se naučimo tudi zaupanja, ki je prvi pogoj, da dve osebi lahko sodelujeta.),
- dobra komunikacija (Nanaša se na točno in nedvoumno posredovanje misli in čustev. Pomembno je, da znamo ustrezno izraziti sprejemanje in naklonjenost do druge osebe. Spretnost komuniciranja pomeni, da pošiljam sporočila tako, da jih drugi brez težav razberejo. Seveda je dobro tudi poslušati sogovornika, kar omogoča medsebojno razumevanje.),
- medosebno sprejemanje in potrjevanje (Z obojestranskim potrjevanjem in sprejemanjem spoznamo različne načine kako se odzvati osebi, ki potrebuje pomoč.),
- konstruktivno reševanje konfliktov